# Due supercolt a Brooklyn
Due supercolt a Brooklyn (The Super Cops) è un film del 1974 diretto da Gordon Parks.

## Trama
David Greenberg e Robert Hantz, due inseparabili amici vengono affidati al XXI Distretto per indagare su uno spaccio di droga che stanno infastidendo alcuni poliziotti corrotti.